# استوارت ولف
استوارت جورج ولف جونیور (به انگلیسی:Stewart George Wolf, Jr)؛ (زاده ۱۲ ژانویه ۱۹۱۴ – فوت شده در ۲۴ سپتامبر ۲۰۰۵) پزشک و محقق آمریکایی در زمینه بیماری‌های روان‌تنی بود.

## زندگی و تحصیلات
ولف در ۱۲ ژانویه ۱۹۱۴ از استوارت جورج ولف، تاجر بالتیمور و همسرش آنجلین گریفینگ ولف متولد شد. او از آکادمی فیلیپس فارغ‌التحصیل شد و بعد از دانشگاه ییل به دانشگاه جانز هاپکینز انتقالی گرفت جایی که توانست مدرک پزشکی خود را در سال ۱۹۳۸ گرفت. سپس او دوره کار آموزی خود را در بیمارستان نیویورک-پرسبیترین گذراند.

## حرفه
در زمان جنگ جهانی دوم، ولف یک بیمارستان هزار تخته را در منطقه اقیانوس آرام جنوبی مدیریت می‌کرد. در سال ۱۹۵۲، ولف اولین مدیر تمام وقت دانشگاه اکلاهما بود و در همین زمان رئیس بخش علوم اعصاب تحقیقات پزشکی اوکلاهما بود.

## مرگ
ولف در ۲۴ سپتامبر ۲۰۰۵، در سن ۹۱ سالگی در اکلاهما سیتی درگذشت.